# Pueblo Sotho-Tswana
Se denomina pueblo Sotho-Tswana a un grupo étnico bantú conformado por Sotho y Tswana que cuentan con un idioma común y se identifican con un antepasado común, Mogale. Se trata de un grupo humano que abarca más de veinte comunidades relacionadas con los grupos étnicos sotho y tswana. 
Las comunidades Sotho-Tswana habitan en el sur de África. Los Sotho-Tswana comparten una cultura agraria, estructuras sociales, organización política, creencias religiosas y una forma de vida familiar.
Habitan en pequeños centros urbanos con una organización política jerárquica con un jefe supremo, o kgosi, a la cabeza. La mayoría de los grupos se dedican al cultivo y a la cría de animales. Habitan en cabañas circulares dispersas con barro y piedra o paredes de agua coronadas por un techo cónico. Durante el siglo XIX, el espacio central de reunión es la kgotla, en el cual se reúnen los hombres y su ganado acorralado. Las mujeres no estaban incluidas en las reuniones políticas en el kgotla, pero sí tenían un papel en las actividades religiosas allí.
Los hablantes de idioma sotho-tswana del sur de tswana que viven en Sudáfrica que son parte de una comunidad lingüística sotho-tswana más amplia que también se encuentra en Botsuana y Lesoto. En 1995, se calculaba que había aproximadamente 5,6 millones de personas y que en Lesotho, había cerca de 1,9 millones de habvitantes de esta etnia.
Después de la colonización, la religión que predomina es el cristianismo, aunque también se practican cultos tradicionales africanos, el Islam y el Hinduismo.